# عشب الحبل الكبير
عشب الحبل الكبير (الاسم العلمي:Spartina cynosuroides) (بالإنجليزية: Big Cordgrass)‏ هو نوع من النباتات يتبع جنس عشب الحبل من الفصيلة النجيلية.